# Dawida
Dawida – żeński odpowiednik imienia Dawid.
Dawida imieniny obchodzi: 15 lipca i 29 grudnia.